# Clark Gillies
Clark Gillies (ur. 7 kwietnia 1954 w Moose Jaw, zm. 21 stycznia 2022 w Greenlawn) – kanadyjski hokeista grający na pozycji napastnika (lewoskrzydłowego), reprezentant kraju, baseballista.
Reprezentował barwy Reginy Pats (zdobywca Memorial Cup 1974), New York Islanders (4-krotny zdobywca Pucharu Stanleya) oraz Buffalo Sabres. Z reprezentacją Kanady dotarła do Canada Cup 1981.
Był także nagradzany indywidualnie: wybrany do drużyny gwiazd WCHL, dwukrotnie wybrany do Meczu Gwiazd NHL, a także członek New York Islanders Hall of Fame, Suffolk Sports Hall of Fame na Long Island, Saskatchewan Sports Hall of Fame oraz Hockey Hall of Fame. Często brał w bójkach z zawodnikami drużyn przeciwnych podczas meczu, co jego zwiększało przyjemność z gry.
W trakcie kariery sportowej zyskał pseudonim Jethro, który pochodził od postaci Jethro Bodine z serialu telewizyjnego pt. The Beverly Hillbillies.

## Wczesne życie
Clark Gillies urodził się w prowincji Saskatchewan. Zapytany kiedyś o rodzinne miasto, zażartował: „Sześć stóp od tyłka łosia”. W wieku 4 lat nauczył się jeździć na łyżwach, ojciec nalegał, by nauczył się jeździć i utrzymać równowagę, zanim przyniesie kij hokejowy. W wieku 6 lat zaczął swobodnie grać w hokeja na lodzie, natomiast w wieku 7 lat rozpoczął występy w juniorskich ligach w barwach lokalnej drużyny w Moose Jaw, aż do zakończenia jej działalności.

## Kariera

### Wczesna kariera
Clark Gillies karierę sportową rozpoczął od gry w baseballa. W 1970 roku podpisał kontrakt z występującym w lidze MLB Houston Astros i przez trzy lata grał w niższej lidze baseballowej w Covington w stanie Wirginia. Uderzył 0,241 w 86 meczach jako łapacz/pierwszy bazowy. W drużynie grał wraz z przyszłym kolegą z hokejowego New York Islanders, Bobem Bournem, z którym po sezonie 1971/1972 odszedł z drużyny, by skupić się na karierze hokejowej. Obaj zawodnicy grali w hokeja na lodzie także poza sezonem.
W latach 1971–1974 reprezentował barwy w występującej lidze WCHL Reginy Pats, którego działacze, mimo obserwacji innego zawodnika, byli pod wrażeniem Gilliesa, który w tamtym czasie miał bardzo dobre warunki fizyczne (191 cm wzrostu oraz 95 kg). W sezonie 1973/1974 w fazie zasadniczej rozegrał 65 meczów, w których zdobył 112 punktów (46 goli, 66 asyst) oraz spędził 179 minut na ławce, natomiast w fazie play-off rozegrał 16 meczów, w których zdobył 17 punktów (9 goli, 8 asyst) oraz spędził 32 minuty na ławce kar, a także został wybrany do drużyny gwiazd WCHL. W tym samym sezonie z klubem wygrał także Memorial Cup 1974. Łącznie w lidze WCHL, w fazie zasadniczej rozegrał 201 meczów, w których zdobył 283 punkty (117 goli, 166 asyst) oraz spędził 570 minut na ławce kar, natomiast w fazie play-off rozegrał 35 meczów, w których zdobył 35 punktów (14 goli, 21 asyst) oraz spędził 115 minut na ławce kar.

### Kariera w NHL
Następnie działacze występującego w lidze NHL New York Islanders wybrali Gilliesa w pierwszej rundzie draftu NHL z numerem 4, a także działacze występującego wówczas w lidze WHA Edmonton Oilers wybrali go w pierwszej rundzie draftu WHA z numerem 7. Wkrótce wraz z Bobem Bournem, z którym w przeszłości grał w jednej drużynie baseballowej, został zawodnikiem Wyspiarzy (Bob Bourne w (drafcie NHL był wybrany przez Kansas City Scouts w 3 rundzie z numerem 38), co spowodowało opuszczenie obozu treningowego przez drużynę Edmonton Oilers. Już w swoim pierwszym sezonie w lidze NHL, 1974/1975 stał się jednym z najtwardszych zawodników ligi, obijając m.in. Dave’a Schultza z Philadelphia Flyers. W drugiej połowie sezonu 1976/1977 został kapitanem Wyspiarzy, mimo że z powodu elokwentnego sposobu mówienia i przyjaznej natury, nigdy nie czuł się w pełni komfortowo kapitanem klubu. W tym samym sezonie zajął 10. miejsce w plebiscycie do Trofeum Harta, nagrody dla najlepszego zawodnika sezonu (triumfował Guy Lafleur z Montreal Canadiens).
Był kapitanem klubu w latach 1977–1979, które były rozczarowujące dla Wyspiarzy z powodu braku twardości w drużynie. Gillies w tym okresie wystąpił w Meczu Gwiazd NHL w sezonie 1977/1978 oraz w meczu Challenge Cup 1979. Przed rozpoczęciem sezonu 1979/1980 powierzył funkcję kapitana Wyspiarzy Denisowi Potvinowi. Wkrótce Wyspiarze z Gilliesem na czele zdominowali rozgrywki ligi NHL, 4-krotnie z rzędu wygrywając Puchar Stanleya (1980, 1981, 1982, 1983), trzykrotnie z rzędu wygrywając (1982, 1983, 1984). W sezonie 1979/1980 w ćwierćfinale w rywalizacji z Boston Bruins (4:1), Gillies toczył zacięte pojedynki z zawodnikiem Niedźwiedzi, Terrym O’Reillym. W Pucharu Stanleya: sezonie 1983/1984 Wyspiarze zostali zdetronizowani w finale Pucharu Stanleya po przegranej rywalizacji 4:1 z Edmonton Oilers. Po słabym sezonie 1985/1986, w którym w 55 meczach zdobył zaledwie 14 punktów (4 gole, 10 asyst) oraz spędził 55 minut na ławce kar, odszedł do Buffalo Sabres, w którym po sezonie 1987/1988 zakończył sportową karierę.
Łącznie w lidze NHL, w fazie zasadniczej rozegrał 958 meczów, w których zdobył 697 punktów (319 goli, 378 asyst) oraz spędził 1023 minuty na ławce kar, natomiast w fazie play-off rozegrał 164 mecze, w których zdobył 94 punkty (47 goli, 47 asyst) oraz spędził 287 minut na ławce kar. 7 grudnia 1996 roku numer 9, w którym w Wyspiarzach grał Gillies, został zastrzeżony, a Gillies tego samego dnia został wprowadzony do New York Islanders Hall of Fame.

## Kariera reprezentacyjna
Clark Gillies w 1981 roku wystąpił w reprezentacji Kanady podczas Canada Cup 1981, w którym Klonowe Liście przegrały w finale 8:1 z naszpikowaną gwiazdami reprezentacją Związku Radzieckiego, a Gillies rozegrał 7 meczów, w których zdobył 7 punktów (2 gole, 5 asyst) oraz spędził 8 minut na ławce kar.

## Statystyki

### Klubowe
| 1971/1972    | Regina Pats        | WCHL         | 68  | 31  | 48  | 79  | 199  | 15  | 5  | 10 | 15 | 49  |
| 1972/1973    | Regina Pats        | WCHL         | 68  | 40  | 52  | 92  | 192  | 4   | 0  | 3  | 3  | 34  |
| 1973/1974    | Regina Pats        | WCHL         | 65  | 46  | 66  | 112 | 179  | 16  | 9  | 8  | 17 | 32  |
| 1973/1974    | Regina Pats        | M-Cup        | –   | –   | –   | –   | –    | 3   | 1  | 3  | 4  | 19  |
| 1974/1975    | New York Islanders | NHL          | 80  | 25  | 22  | 47  | 66   | 17  | 4  | 2  | 6  | 36  |
| 1975/1976    | New York Islanders | NHL          | 80  | 34  | 27  | 61  | 96   | 13  | 2  | 4  | 6  | 16  |
| 1976/1977    | New York Islanders | NHL          | 70  | 33  | 22  | 55  | 93   | 12  | 4  | 4  | 8  | 15  |
| 1977/1978    | New York Islanders | NHL          | 80  | 35  | 50  | 85  | 76   | 7   | 2  | 0  | 2  | 15  |
| 1978/1979    | New York Islanders | NHL          | 75  | 35  | 56  | 91  | 68   | 10  | 1  | 2  | 3  | 11  |
| 1979/1980    | New York Islanders | NHL          | 73  | 19  | 35  | 54  | 49   | 21  | 6  | 10 | 16 | 63  |
| 1980/1981    | New York Islanders | NHL          | 80  | 33  | 45  | 78  | 99   | 18  | 6  | 9  | 15 | 28  |
| 1981/1982    | New York Islanders | NHL          | 79  | 38  | 39  | 77  | 75   | 19  | 8  | 6  | 14 | 34  |
| 1982/1983    | New York Islanders | NHL          | 70  | 21  | 20  | 41  | 76   | 8   | 0  | 2  | 2  | 10  |
| 1983/1984    | New York Islanders | NHL          | 76  | 12  | 16  | 28  | 65   | 21  | 12 | 7  | 19 | 19  |
| 1984/1985    | New York Islanders | NHL          | 54  | 15  | 17  | 32  | 73   | 10  | 1  | 0  | 1  | 9   |
| 1985/1986    | New York Islanders | NHL          | 55  | 4   | 10  | 14  | 55   | 3   | 1  | 0  | 1  | 6   |
| 1986/1987    | Buffalo Sabres     | NHL          | 61  | 10  | 17  | 27  | 81   | –   | –  | –  | –  | —   |
| 1987/1988    | Buffalo Sabres     | NHL          | 25  | 5   | 2   | 7   | 51   | 5   | 0  | 1  | 1  | 25  |
| WCHL Ogółem  | WCHL Ogółem        | WCHL Ogółem  | 201 | 117 | 166 | 283 | 570  | 35  | 14 | 21 | 35 | 115 |
| M-Cup Ogółem | M-Cup Ogółem       | M-Cup Ogółem | –   | –   | –   | –   | –    | 3   | 1  | 3  | 4  | 19  |
| NHL Ogółem   | NHL Ogółem         | NHL Ogółem   | 958 | 319 | 378 | 697 | 1023 | 164 | 47 | 47 | 94 | 287 |

### Reprezentacyjne
| Rok                | Drużyna            | Turniej            | Miejsce            |   | M | G | A | Pkt | Min |
| ------------------ | ------------------ | ------------------ | ------------------ | - | - | - | - | --- | --- |
| 1981               | Kanada             | CC                 |                    | 7 | 2 | 5 | 7 | 8   |     |
| Ogółem jako senior | Ogółem jako senior | Ogółem jako senior | Ogółem jako senior | 7 | 2 | 5 | 7 | 8   |     |

## Sukcesy
Regina Pats
- Memorial Cup: 1974

New York Islanders
- Puchar Stanleya: 1980, 1981, 1982, 1983
- Finał Pucharu Stanleya: 1984
- Prince of Wales Trophy: 1982, 1983, 1984

Reprezentacyjne
- Finał Canada Cup: 1981

Indywidualne
- Drużyna gwiazd WCHL: 1974
- Mecz Gwiazd NHL: 1978
- Challenge Cup: 1979
- Zastrzeżony numer 9 w New York Islanders: 1996
- Członek New York Islanders Hall of Fame: 1996
- Członek Suffolk Sports Hall of Fame na Long Island: 1998
- Członek Saskatchewan Sports Hall of Fame: 2000
- Członek Hockey Hall of Fame: 2002

## Po zakończeniu kariery
Clark Gillies po zakończeniu kariery sportowej w dalszym ciągu działał w hokeju na lodzie oraz był aktywny w społeczności Long Island, a 13 grudnia 2014 roku został uhonorowany za wkład w rozwój sportu w tym rejonie. Był kierownikiem ds. rozwoju biznesu w Protective Wealth Consultants w Huntington w stanie Nowy Jork. Grał od 30 do 40 charytatywnych meczów softballu rocznie. W 1998 roku został wprowadzony do Suffolk Sports Hall of Fame na Long Island.

## Życie prywatne
Clark Gillies był żonaty z Pam, która również pochodzi z Moose Jaw. Mieszkali razem w Greenlawn w stanie Nowy Jork. Zięć Gilliesa, Justin Bourne jest synem kolegi Gilliesa w drużyny baseballowej oraz z New York Islanders, Boba Bourne’a (ur. 1982) oraz był asystentem trenera występującego w lidze AHL Toronto Marlies, natomiast bratanek Gilliesa, Colton Gillies (ur. 1989) reprezentował w latach 2008–2013 barwy klubów ligi NHL: Minnesota Wild oraz Columbus Blue Jackets. Nie był spokrewniony z Trevorem Gilliesem, który również był zawodnikiem New York Islanders.
Clark Gillies zmarł 21 stycznia 2022 roku w Greenlawn.